# 1288
Portal Geschichte | Portal Biografien | Aktuelle Ereignisse | Jahreskalender | Tagesartikel

◄ |
12. Jahrhundert |
13. Jahrhundert
| 14. Jahrhundert | ►

◄ |
1250er |
1260er |
1270er |
1280er
| 1290er | 1300er | 1310er | ►

◄◄ |
◄ |
1284 |
1285 |
1286 |
1287 |
1288
| 1289 | 1290 | 1291 | 1292 | ► | ►►
Staatsoberhäupter  · Nekrolog
| Januar | Januar | Januar | Januar | Januar | Januar | Januar | Januar |
| Kw     | Mo     | Di     | Mi     | Do     | Fr     | Sa     | So     |
| ------ | ------ | ------ | ------ | ------ | ------ | ------ | ------ |
| 1      |        |        |        | 1      | 2      | 3      | 4      |
| 2      | 5      | 6      | 7      | 8      | 9      | 10     | 11     |
| 3      | 12     | 13     | 14     | 15     | 16     | 17     | 18     |
| 4      | 19     | 20     | 21     | 22     | 23     | 24     | 25     |
| 5      | 26     | 27     | 28     | 29     | 30     | 31     |        |

| Februar | Februar | Februar | Februar | Februar | Februar | Februar | Februar |
| Kw      | Mo      | Di      | Mi      | Do      | Fr      | Sa      | So      |
| ------- | ------- | ------- | ------- | ------- | ------- | ------- | ------- |
| 5       |         |         |         |         |         |         | 1       |
| 6       | 2       | 3       | 4       | 5       | 6       | 7       | 8       |
| 7       | 9       | 10      | 11      | 12      | 13      | 14      | 15      |
| 8       | 16      | 17      | 18      | 19      | 20      | 21      | 22      |
| 9       | 23      | 24      | 25      | 26      | 27      | 28      | 29      |

| März | März | März | März | März | März | März | März |
| Kw   | Mo   | Di   | Mi   | Do   | Fr   | Sa   | So   |
| ---- | ---- | ---- | ---- | ---- | ---- | ---- | ---- |
| 10   | 1    | 2    | 3    | 4    | 5    | 6    | 7    |
| 11   | 8    | 9    | 10   | 11   | 12   | 13   | 14   |
| 12   | 15   | 16   | 17   | 18   | 19   | 20   | 21   |
| 13   | 22   | 23   | 24   | 25   | 26   | 27   | 28   |
| 14   | 29   | 30   | 31   |      |      |      |      |

| April | April | April | April | April | April | April | April |
| Kw    | Mo    | Di    | Mi    | Do    | Fr    | Sa    | So    |
| ----- | ----- | ----- | ----- | ----- | ----- | ----- | ----- |
| 14    |       |       |       | 1     | 2     | 3     | 4     |
| 15    | 5     | 6     | 7     | 8     | 9     | 10    | 11    |
| 16    | 12    | 13    | 14    | 15    | 16    | 17    | 18    |
| 17    | 19    | 20    | 21    | 22    | 23    | 24    | 25    |
| 18    | 26    | 27    | 28    | 29    | 30    |       |       |

| Mai | Mai | Mai | Mai | Mai | Mai | Mai | Mai |
| Kw  | Mo  | Di  | Mi  | Do  | Fr  | Sa  | So  |
| --- | --- | --- | --- | --- | --- | --- | --- |
| 18  |     |     |     |     |     | 1   | 2   |
| 19  | 3   | 4   | 5   | 6   | 7   | 8   | 9   |
| 20  | 10  | 11  | 12  | 13  | 14  | 15  | 16  |
| 21  | 17  | 18  | 19  | 20  | 21  | 22  | 23  |
| 22  | 24  | 25  | 26  | 27  | 28  | 29  | 30  |
| 23  | 31  |     |     |     |     |     |     |

| Juni | Juni | Juni | Juni | Juni | Juni | Juni | Juni |
| Kw   | Mo   | Di   | Mi   | Do   | Fr   | Sa   | So   |
| ---- | ---- | ---- | ---- | ---- | ---- | ---- | ---- |
| 23   |      | 1    | 2    | 3    | 4    | 5    | 6    |
| 24   | 7    | 8    | 9    | 10   | 11   | 12   | 13   |
| 25   | 14   | 15   | 16   | 17   | 18   | 19   | 20   |
| 26   | 21   | 22   | 23   | 24   | 25   | 26   | 27   |
| 27   | 28   | 29   | 30   |      |      |      |      |

| Juli | Juli | Juli | Juli | Juli | Juli | Juli | Juli |
| Kw   | Mo   | Di   | Mi   | Do   | Fr   | Sa   | So   |
| ---- | ---- | ---- | ---- | ---- | ---- | ---- | ---- |
| 27   |      |      |      | 1    | 2    | 3    | 4    |
| 28   | 5    | 6    | 7    | 8    | 9    | 10   | 11   |
| 29   | 12   | 13   | 14   | 15   | 16   | 17   | 18   |
| 30   | 19   | 20   | 21   | 22   | 23   | 24   | 25   |
| 31   | 26   | 27   | 28   | 29   | 30   | 31   |      |

| August | August | August | August | August | August | August | August |
| Kw     | Mo     | Di     | Mi     | Do     | Fr     | Sa     | So     |
| ------ | ------ | ------ | ------ | ------ | ------ | ------ | ------ |
| 31     |        |        |        |        |        |        | 1      |
| 32     | 2      | 3      | 4      | 5      | 6      | 7      | 8      |
| 33     | 9      | 10     | 11     | 12     | 13     | 14     | 15     |
| 34     | 16     | 17     | 18     | 19     | 20     | 21     | 22     |
| 35     | 23     | 24     | 25     | 26     | 27     | 28     | 29     |
| 36     | 30     | 31     |        |        |        |        |        |

| September | September | September | September | September | September | September | September |
| Kw        | Mo        | Di        | Mi        | Do        | Fr        | Sa        | So        |
| --------- | --------- | --------- | --------- | --------- | --------- | --------- | --------- |
| 36        |           |           | 1         | 2         | 3         | 4         | 5         |
| 37        | 6         | 7         | 8         | 9         | 10        | 11        | 12        |
| 38        | 13        | 14        | 15        | 16        | 17        | 18        | 19        |
| 39        | 20        | 21        | 22        | 23        | 24        | 25        | 26        |
| 40        | 27        | 28        | 29        | 30        |           |           |           |

| Oktober | Oktober | Oktober | Oktober | Oktober | Oktober | Oktober | Oktober |
| Kw      | Mo      | Di      | Mi      | Do      | Fr      | Sa      | So      |
| ------- | ------- | ------- | ------- | ------- | ------- | ------- | ------- |
| 40      |         |         |         |         | 1       | 2       | 3       |
| 41      | 4       | 5       | 6       | 7       | 8       | 9       | 10      |
| 42      | 11      | 12      | 13      | 14      | 15      | 16      | 17      |
| 43      | 18      | 19      | 20      | 21      | 22      | 23      | 24      |
| 44      | 25      | 26      | 27      | 28      | 29      | 30      | 31      |

| November | November | November | November | November | November | November | November |
| Kw       | Mo       | Di       | Mi       | Do       | Fr       | Sa       | So       |
| -------- | -------- | -------- | -------- | -------- | -------- | -------- | -------- |
| 45       | 1        | 2        | 3        | 4        | 5        | 6        | 7        |
| 46       | 8        | 9        | 10       | 11       | 12       | 13       | 14       |
| 47       | 15       | 16       | 17       | 18       | 19       | 20       | 21       |
| 48       | 22       | 23       | 24       | 25       | 26       | 27       | 28       |
| 49       | 29       | 30       |          |          |          |          |          |

| Dezember | Dezember | Dezember | Dezember | Dezember | Dezember | Dezember | Dezember |
| Kw       | Mo       | Di       | Mi       | Do       | Fr       | Sa       | So       |
| -------- | -------- | -------- | -------- | -------- | -------- | -------- | -------- |
| 49       |          |          | 1        | 2        | 3        | 4        | 5        |
| 50       | 6        | 7        | 8        | 9        | 10       | 11       | 12       |
| 51       | 13       | 14       | 15       | 16       | 17       | 18       | 19       |
| 52       | 20       | 21       | 22       | 23       | 24       | 25       | 26       |
| 53       | 27       | 28       | 29       | 30       | 31       |          |          |

| Januar | Januar | Januar | Januar | Januar | Januar | Januar | Januar |
| Kw     | Mo     | Di     | Mi     | Do     | Fr     | Sa     | So     |
| ------ | ------ | ------ | ------ | ------ | ------ | ------ | ------ |
| 1      |        |        |        | 1      | 2      | 3      | 4      |
| 2      | 5      | 6      | 7      | 8      | 9      | 10     | 11     |
| 3      | 12     | 13     | 14     | 15     | 16     | 17     | 18     |
| 4      | 19     | 20     | 21     | 22     | 23     | 24     | 25     |
| 5      | 26     | 27     | 28     | 29     | 30     | 31     |        |

| Februar | Februar | Februar | Februar | Februar | Februar | Februar | Februar |
| Kw      | Mo      | Di      | Mi      | Do      | Fr      | Sa      | So      |
| ------- | ------- | ------- | ------- | ------- | ------- | ------- | ------- |
| 5       |         |         |         |         |         |         | 1       |
| 6       | 2       | 3       | 4       | 5       | 6       | 7       | 8       |
| 7       | 9       | 10      | 11      | 12      | 13      | 14      | 15      |
| 8       | 16      | 17      | 18      | 19      | 20      | 21      | 22      |
| 9       | 23      | 24      | 25      | 26      | 27      | 28      | 29      |

| März | März | März | März | März | März | März | März |
| Kw   | Mo   | Di   | Mi   | Do   | Fr   | Sa   | So   |
| ---- | ---- | ---- | ---- | ---- | ---- | ---- | ---- |
| 10   | 1    | 2    | 3    | 4    | 5    | 6    | 7    |
| 11   | 8    | 9    | 10   | 11   | 12   | 13   | 14   |
| 12   | 15   | 16   | 17   | 18   | 19   | 20   | 21   |
| 13   | 22   | 23   | 24   | 25   | 26   | 27   | 28   |
| 14   | 29   | 30   | 31   |      |      |      |      |

| April | April | April | April | April | April | April | April |
| Kw    | Mo    | Di    | Mi    | Do    | Fr    | Sa    | So    |
| ----- | ----- | ----- | ----- | ----- | ----- | ----- | ----- |
| 14    |       |       |       | 1     | 2     | 3     | 4     |
| 15    | 5     | 6     | 7     | 8     | 9     | 10    | 11    |
| 16    | 12    | 13    | 14    | 15    | 16    | 17    | 18    |
| 17    | 19    | 20    | 21    | 22    | 23    | 24    | 25    |
| 18    | 26    | 27    | 28    | 29    | 30    |       |       |

| Mai | Mai | Mai | Mai | Mai | Mai | Mai | Mai |
| Kw  | Mo  | Di  | Mi  | Do  | Fr  | Sa  | So  |
| --- | --- | --- | --- | --- | --- | --- | --- |
| 18  |     |     |     |     |     | 1   | 2   |
| 19  | 3   | 4   | 5   | 6   | 7   | 8   | 9   |
| 20  | 10  | 11  | 12  | 13  | 14  | 15  | 16  |
| 21  | 17  | 18  | 19  | 20  | 21  | 22  | 23  |
| 22  | 24  | 25  | 26  | 27  | 28  | 29  | 30  |
| 23  | 31  |     |     |     |     |     |     |

| Juni | Juni | Juni | Juni | Juni | Juni | Juni | Juni |
| Kw   | Mo   | Di   | Mi   | Do   | Fr   | Sa   | So   |
| ---- | ---- | ---- | ---- | ---- | ---- | ---- | ---- |
| 23   |      | 1    | 2    | 3    | 4    | 5    | 6    |
| 24   | 7    | 8    | 9    | 10   | 11   | 12   | 13   |
| 25   | 14   | 15   | 16   | 17   | 18   | 19   | 20   |
| 26   | 21   | 22   | 23   | 24   | 25   | 26   | 27   |
| 27   | 28   | 29   | 30   |      |      |      |      |

| Juli | Juli | Juli | Juli | Juli | Juli | Juli | Juli |
| Kw   | Mo   | Di   | Mi   | Do   | Fr   | Sa   | So   |
| ---- | ---- | ---- | ---- | ---- | ---- | ---- | ---- |
| 27   |      |      |      | 1    | 2    | 3    | 4    |
| 28   | 5    | 6    | 7    | 8    | 9    | 10   | 11   |
| 29   | 12   | 13   | 14   | 15   | 16   | 17   | 18   |
| 30   | 19   | 20   | 21   | 22   | 23   | 24   | 25   |
| 31   | 26   | 27   | 28   | 29   | 30   | 31   |      |

| August | August | August | August | August | August | August | August |
| Kw     | Mo     | Di     | Mi     | Do     | Fr     | Sa     | So     |
| ------ | ------ | ------ | ------ | ------ | ------ | ------ | ------ |
| 31     |        |        |        |        |        |        | 1      |
| 32     | 2      | 3      | 4      | 5      | 6      | 7      | 8      |
| 33     | 9      | 10     | 11     | 12     | 13     | 14     | 15     |
| 34     | 16     | 17     | 18     | 19     | 20     | 21     | 22     |
| 35     | 23     | 24     | 25     | 26     | 27     | 28     | 29     |
| 36     | 30     | 31     |        |        |        |        |        |

| September | September | September | September | September | September | September | September |
| Kw        | Mo        | Di        | Mi        | Do        | Fr        | Sa        | So        |
| --------- | --------- | --------- | --------- | --------- | --------- | --------- | --------- |
| 36        |           |           | 1         | 2         | 3         | 4         | 5         |
| 37        | 6         | 7         | 8         | 9         | 10        | 11        | 12        |
| 38        | 13        | 14        | 15        | 16        | 17        | 18        | 19        |
| 39        | 20        | 21        | 22        | 23        | 24        | 25        | 26        |
| 40        | 27        | 28        | 29        | 30        |           |           |           |

| Oktober | Oktober | Oktober | Oktober | Oktober | Oktober | Oktober | Oktober |
| Kw      | Mo      | Di      | Mi      | Do      | Fr      | Sa      | So      |
| ------- | ------- | ------- | ------- | ------- | ------- | ------- | ------- |
| 40      |         |         |         |         | 1       | 2       | 3       |
| 41      | 4       | 5       | 6       | 7       | 8       | 9       | 10      |
| 42      | 11      | 12      | 13      | 14      | 15      | 16      | 17      |
| 43      | 18      | 19      | 20      | 21      | 22      | 23      | 24      |
| 44      | 25      | 26      | 27      | 28      | 29      | 30      | 31      |

| November | November | November | November | November | November | November | November |
| Kw       | Mo       | Di       | Mi       | Do       | Fr       | Sa       | So       |
| -------- | -------- | -------- | -------- | -------- | -------- | -------- | -------- |
| 45       | 1        | 2        | 3        | 4        | 5        | 6        | 7        |
| 46       | 8        | 9        | 10       | 11       | 12       | 13       | 14       |
| 47       | 15       | 16       | 17       | 18       | 19       | 20       | 21       |
| 48       | 22       | 23       | 24       | 25       | 26       | 27       | 28       |
| 49       | 29       | 30       |          |          |          |          |          |

| Dezember | Dezember | Dezember | Dezember | Dezember | Dezember | Dezember | Dezember |
| Kw       | Mo       | Di       | Mi       | Do       | Fr       | Sa       | So       |
| -------- | -------- | -------- | -------- | -------- | -------- | -------- | -------- |
| 49       |          |          | 1        | 2        | 3        | 4        | 5        |
| 50       | 6        | 7        | 8        | 9        | 10       | 11       | 12       |
| 51       | 13       | 14       | 15       | 16       | 17       | 18       | 19       |
| 52       | 20       | 21       | 22       | 23       | 24       | 25       | 26       |
| 53       | 27       | 28       | 29       | 30       | 31       |          |          |

## Ereignisse

### Politik und Weltgeschehen

#### Heiliges Römisches Reich
- 18. Februar: Die Belagerung von Wien durch Herzog Albrecht I. von Österreich nach einem Aufstand der Wiener Patrizier endet mit der Kapitulation der Stadt, die daraufhin einen Teil ihrer städtischen Privilegien einbüßt und einen Teil ihrer Ringmauern schleifen muss.

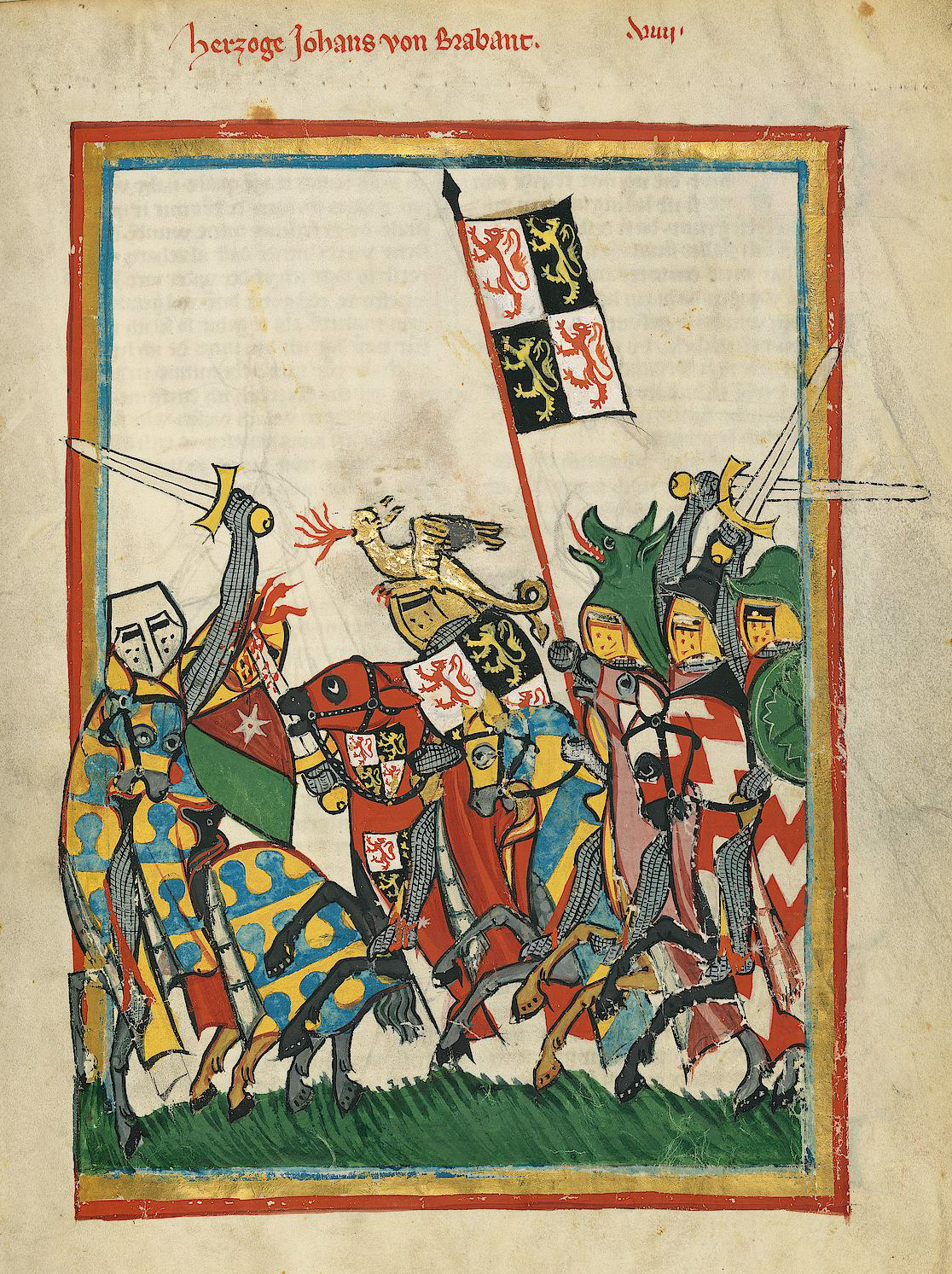
Herzog Johann von Brabant (Codex Manesse, 14. Jahrhundert)

- 5. Juni: Die Schlacht von Worringen gegen Siegfried von Westerburg, den Erzbischof und Kurfürsten von Köln, beendet den schon seit sechs Jahren währenden Limburger Erbfolgestreit zugunsten Johann I. von Brabant. Der spätere Kölner Erzbischof Heinrich II. von Virneburg befindet sich unter den Gewinnern. Siegfried von Westerburg gerät in die Gefangenschaft des Grafen Adolf V. von Berg. Im Anschluss an die Schlacht erfolgt die Belagerung und teilweise Zerstörung der Burg Volmarstein durch Graf Eberhard I. von der Mark. Der Ausgang der Schlacht verändert das Machtgefüge im gesamten Nordwesten Mitteleuropas.
- 18. Juni: Siegfried von Westerburg erkennt die Souveränität von Köln an.

#### Weitere Ereignisse in Europa
- 28. Oktober: Nach dem Scheitern des aragonesischen Kreuzzuges seines Cousins König Philipp III. von Frankreich und der darauf folgenden Friedensinitiative Philipps des Schönen verzichtet Karl von Anjou im Vertrag von Canfranc auf die Krone des Königreichs Neapel. Er wird unter Vermittlung König Edwards I. von England unter der Auflage aus der katalanischen Haft freigelassen, 30.000 Mark zu zahlen und in Gefangenschaft zurückzukehren, wenn die Bedingungen – Aussöhnung Aragons mit Frankreich und dem Papst – nicht innerhalb von drei Jahren erfüllt würden. Er lässt dabei drei seiner Söhne und sechzig provenzalische Adlige als Geiseln zurück. Auch muss er seinen Vetter Karl von Valois dazu bringen gegen 20.000 Pfund Silber auf die Krone Aragón zu verzichten.
- Der ehemalige schwedische König Waldemar wird in Nyköpingshus arrestiert.

#### Kreuzfahrerstaaten
Lucia, Schwester und Erbin des im Vorjahr gestorbenen Bohemund IV., kommt nach Tripolis, um die Regierung in der Grafschaft Tripolis zu übernehmen. Von der dortigen Kommune wird sie abgelehnt, weil sie mit Narjot de Toucy, einem ehemaligen Admiral Karls von Anjou verheiratet ist. Die Kommune von Tripolis sucht um Hilfe bei der Republik Genua nach. Als diese jedoch versucht, aus Tripolis eine genuesische Kolonie zu machen, erkennt die Kommune schließlich Lucia an. Diese vergibt nach einem Bündnis mit Genua allerdings auch Privilegien an Genuesen, was den Unmut der Konkurrenten Venedig und Pisa hervorruft.

#### Stadtrechte und urkundliche Ersterwähnungen
- 5. August: Windecken erhält als erster Ort der Herrschaft Hanau die Stadtrechte.
- 14. August: Geschichte der Stadt Düsseldorf: Graf Adolf V. von Berg verleiht dem Dorf an der Mündung der Düssel in den Rhein, dem heutigen Düsseldorf, die Stadtrechte.
- Geschichte Elsterwerdas: Die Burg Elsterwerda wird erstmals urkundlich erwähnt.
- Erste urkundliche Erwähnung von Balg, Brainkofen, Himmelried, Ilshofen, Mollis, Oberfrick, Oberndorf, Prohlis, Rickenbach, Vilpian und Zuzgen

### Wirtschaft

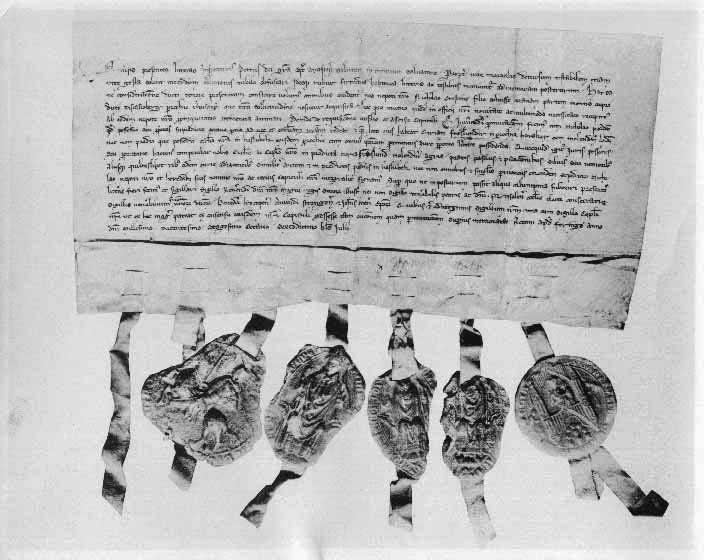
Anteilsschein über ein 1/8 der Stora Kopparberg Kupfermine aus dem Jahr 1288

- 16. Juni: Das schwedische Bergbauunternehmen Stora Kopparbergs bergslag in Falun wird erstmals urkundlich erwähnt. Daraus entwickelt sich die älteste heute noch existierende Aktiengesellschaft Stora Enso.
- In Wien entsteht die St.-Nikolai-Bruderschaft, eine erste Zunft von Spielleuten, mit musikalischer Ausbildung und sozialer Fürsorge.

### Religion
- 22. Februar: Girolamo Masci wird nach fast einjähriger Sedisvakanz als erster Franziskaner zum Papst gewählt und nimmt den Namen Nikolaus IV. an. Die lange Dauer bis zur Wahl nach dem Tod von Honorius IV. kam nicht nur durch die Uneinigkeit des Kardinalskollegiums zustande, sondern vielmehr durch die in Rom grassierende Malaria, die einige der Kardinäle das Leben kostete und eine zeitweilige Unterbrechung des Konklaves erzwang.
- Heinrich V. von Weilnau folgt Markward II. von Bickenbach als Fürstabt des Klosters Fulda.
- Das Augustiner-Eremiten-Kloster in Herford wird gegründet.
- Christina von Stommeln erleidet eine schwere Krankheit, nach der keine „mystischen“ Erlebnisse mehr berichtet werden.

### Katastrophen
- Deutschland: Um den 15. August gibt es in der Nordsee schwere Stürme. Ein weiterer folgt Mitte September, durch den viele Schiffe untergehen.

## Geboren

### Geburtsdatum gesichert
- 5. April: Go-Fushimi, Kaiser von Japan († 1336)
- August: Adolf II. von der Mark, Bischof von Lüttich († 1344)
- 26. November: Go-Daigo, Kaiser von Japan († 1339)

### Genaues Geburtsdatum unbekannt
- Iwan I. Danilowitsch, Großfürst von Wladimir und Moskau († 1341)
- Johannes von Dambach, deutscher Dominikaner und Verfasser theologischer Schriften, Zeuge im Prozess gegen Meister Eckhart († 1372)
- Karl I., König von Ungarn, Kroatien, Dalmatien und Rama († 1342)
- Levi ben Gershon, jüdischer Mathematiker, Philosoph, Astronom und Talmud-Gelehrter in Südfrankreich († 1344)
- Mahmoud Schabestari, iranischer Mystiker und Dichter († 1340)

### Geboren um 1288
- Bernhard II., Herr von Fürstenstein und Jauer und Herzog von Schweidnitz-Jauer († 1326)
- Marco Corner, Doge von Venedig († 1368)
- Erich II., Herzog von Schleswig oder auch Sønderjylland († 1325)
- Thomas Komnenos Dukas Angelos, Despot von Epiros († 1318)
- Manvydas, litauischer Adeliger († 1348)
- Nikolaus II., Herzog von Troppau, Herzog von Ratibor sowie Kämmerer des Königreichs Böhmen († 1365)
- Wilhelm von Ockham, englischer Franziskaner, Philosoph, Theologe und Schriftsteller († 1349 oder 1350)

## Gestorben

### Erstes Halbjahr
- 15. Februar: Heinrich III., Markgraf von Meißen, Markgraf der Lausitz, Landgraf von Thüringen und Pfalzgraf von Sachsen aus dem Hause Wettin (* um 1215)
- 22. Februar: Adelheid von Katzenelnbogen, deutsche Adelige
- 17./18. März: Heinrich von Isny, Bischof von Basel, Erzbischof von Mainz und Erzkanzler des Reichs unter Rudolf von Habsburg (* 1222)
- 5. Juni: Heinrich VI., Graf von Luxemburg und Arlon (* 1240)
- 5. Juni: Walram I., Herr von Ligny, Roussy und Laroche
- 26. Juni: Siegfried IV. von Algertshausen, Bischof von Augsburg

### Zweites Halbjahr
- 5. Juli: Otto II. von Warburg, Abt von Werden und Helmstedt
- 2. August: Alix von Bretagne, französische Adlige und Kreuzfahrerin (* 1243)
- 24. August: Bruno von Kirchberg, Bischof von Brixen
- 31. August/1. September: William Middleton, Bischof von Norwich
- 7. September: Agnes von Dampierre, Herrin von Bourbon und Gräfin von Artois (* um 1237)
- 29. September: Mathilde von Brabant, Gräfin von Artois und Saint-Pol (* 1224)
- 30. September: Leszek II., Herzog von Sieradz, Herzog von Łęczyca, Herzog von Kujawien in Inowrocław, Herzog von Kleinpolen in Sandomierz und Krakau und dadurch Seniorherzog von Polen (* 1241)
- 5. November: Jean I. d’Harcourt, französischer Kreuzfahrer, Vizegraf von Saint-Sauveur-le-Vicomte, Herr von Harcourt und Elbeuf (* um 1198)
- 19. November: Rudolf I. von Baden, Markgraf von Baden (* um 1230)
- 17. Dezember: Ibn an-Nafīs, muslimischer Universalgelehrter und Arzt aus Syrien (* 1210/13)

### Genaues Todesdatum unbekannt
- Beatrix von Brabant, Landgräfin von Thüringen und römisch-deutsche Königin (* 1225)
- Heinrich II. von Sonneberg, Gründer des Klosters Sonnefeld

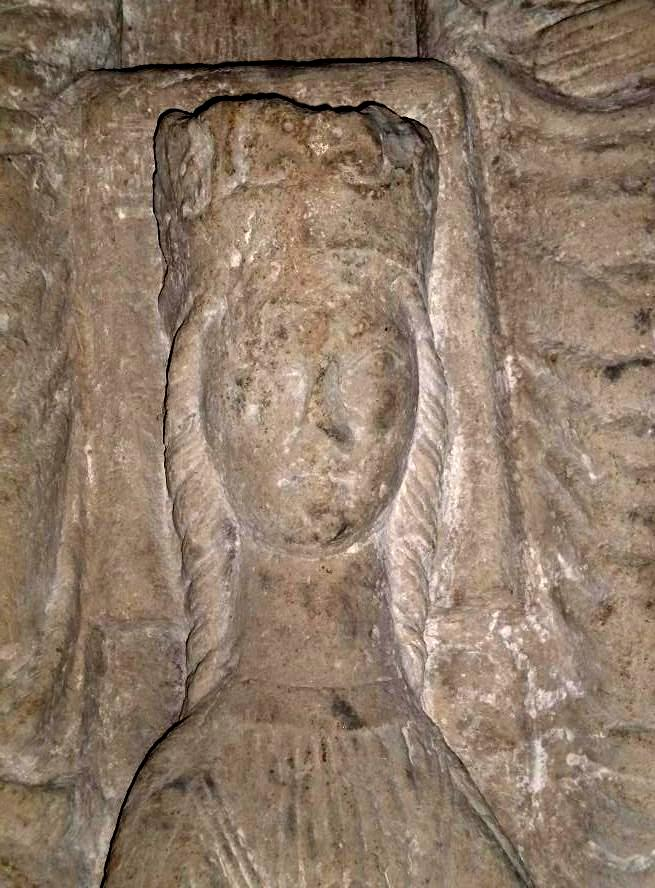
Grabplatte für Mechtild von Holstein in der Klosterkirche Varnhem

- Mechthild von Holstein, Königin von Dänemark (* um 1225)
- Rikitsa Birgersdatter, norwegische Königin und später Fürstin von Werle und Güstrow

### Gestorben um 1288
- 24. April 1288 oder 1299: Gertrud von Babenberg, Herzogin von Mödling, Titularherzogin von Österreich und der Steiermark, Markgräfin von Mähren und Baden (* 1226)
- Rudolf von Stralow, Besitzer des Berliner Vororts Stralau